# Abadía territorial de Einsiedeln
La abadía territorial de Einsiedeln o de María Einsiedeln (en latín: Abbatia territorialis Sanctissima Virgine Maria Einsiedlen(sis) y en alemán: Kloster Einsiedeln) es una circunscripción eclesiástica de la Iglesia católica en Suiza. Se trata de una abadía territorial latina inmediatamente sujeta a la Santa Sede. Desde el 10 de diciembre de 2013 su abad es el presbítero Urban Federer, de la Orden de San Benito.

## Territorio y organización
La abadía territorial tiene 1 km² y extiende su jurisdicción sobre los fieles católicos de rito latino residentes dentro de los muros del monasterio benedictino ubicado en Einsiedeln, en el cantón de Schwyz.
La sede de la abadía territorial se encuentra en la abadía en Einsiedeln, en donde se halla la catedral de Nuestra Señora de la Asunción y San Mauricio.
En 2019 en la abadía territorial no existían parroquias.
La abadía está dedicada a Nuestra Señora de los Ermitaños, título que deriva de las circunstancias de su fundación, ya que el primer habitante de la región fue Meinrad de Einsiedeln (c. 797-861), un ermitaño (el vocablo alemán Einsiedler significa «ermita»). Forma parte de la congregación benedictina de Suiza.
El monasterio es una etapa importante de la peregrinación a Santiago de Compostela y destino de muchos peregrinos. La «Virgen negra» de Einsiedeln en la Gnadenkapelle (capilla de la Gracia) es un punto de atracción para aproximadamente un millón de peregrinos y turistas cada año. El monasterio es desde 1130 una abadía doble, es decir, que reúne bajo la autoridad del mismo abad dos comunidades que viven en dos sitios separados: los hombres en Einsiedeln y las mujeres en Fahr, ubicada en el municipio de Würenlos en el cantón de Argovia, aunque enclavada dentro del cantón de Zúrich.
El complejo del monasterio, la biblioteca de la abadía, los archivos y la colección de música se enumeran en el inventario suizo de bienes culturales de importancia nacional y regional como Clase A, objetos de importancia nacional.
Adjuntos a la abadía hay un seminario y un colegio para unos 360 pupilos que son instruidos en parte por los monjes, que también proporcionan la dirección espiritual de seis conventos de religiosas. La biblioteca de la abadía tiene el Versus de Scachis, la primera mención del ajedrez en la literatura occidental
Uno de los apostolados de la abadía es un instituto de segunda enseñanza (Gymnasium) que existe en su forma actual desde 1848. Es la continuación de una tradición educativa que se remonta a principios de la Edad Media. Entre sus alumnos más distinguidos figuran Gall Morel, Franz Fassbind, Philipp Etter, Hans Hürlimann y su hijo Thomas Hürlimann, Bruno Frick y Anatole Taubman.

### Isla de Ufenau, Einsiedlerhaus y área de Endingen en Rapperswil
Las fortificaciones de Rapperswil de la orilla occidental del lago fueron hechas probablemente a principios del siglo XIII por los condes de Rapperswil. La llamada área de Endingen en Rapperswil fue dada como feudo a la abadía de Einsiedeln, que todavía es dueña de la tierra, incluyendo el sitio donde luego fue construido el convento de los capuchinos. Es por eso que el edificio adjunto tradicionalmente fue nombrado Einsiedlerhaus, que significa «casa de la abadía de Einsiedeln». Hay menciones históricas del siglo X que hablan de que habría aquí una estación de ferry y también hablan del viñedo de la abadía en la colina Lindenhof –entre Kempraten en Kempratnerbucht, el Lützelau y las islas Ufenau, presumiblemente en la actual Hurden. Los servicios de ferry permitirían que los peregrinos que se dirigían hacia Einsiedeln cruzasen el lago antes de que el prehistórico Holzbrücke Rapperswil-Hurden (un puente peatonal de madera) en el istmo de Seedamm fuese reconstruido entre 1358 y 1360. Endingen, la Einsiedlerhaus, e incluso la zona del lago son todavía posesiones de la abadía de Einsiedeln, así como la isla de Ufenau.

## Historia

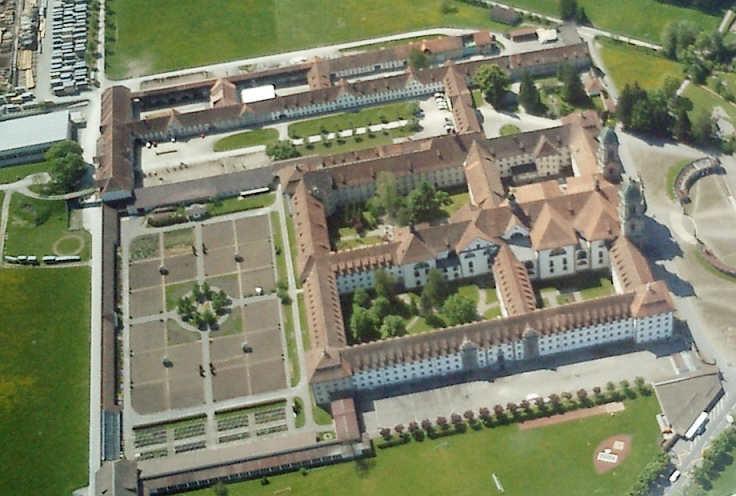
Vista aérea del conjunto abacial

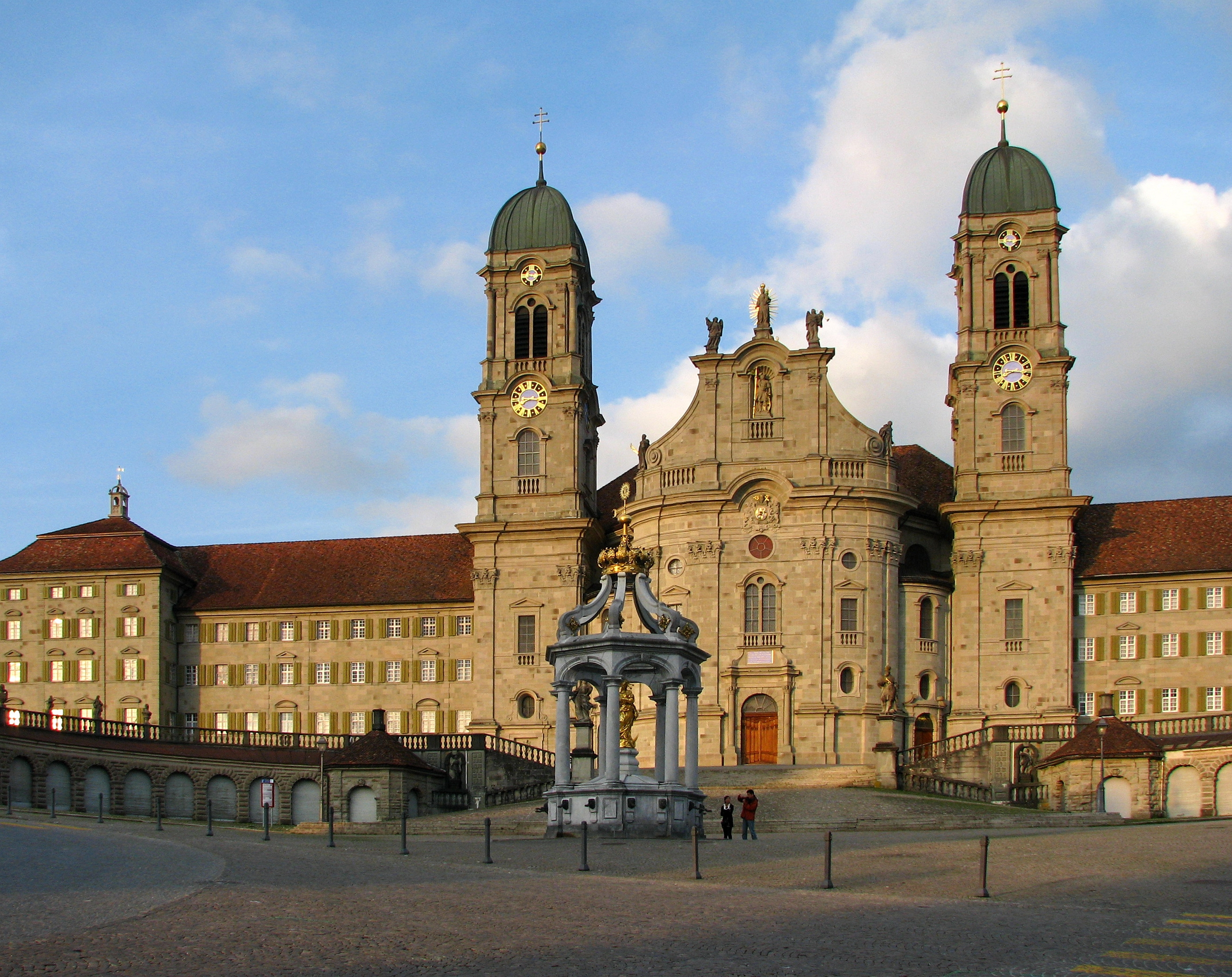
Abadía de Einsiedeln

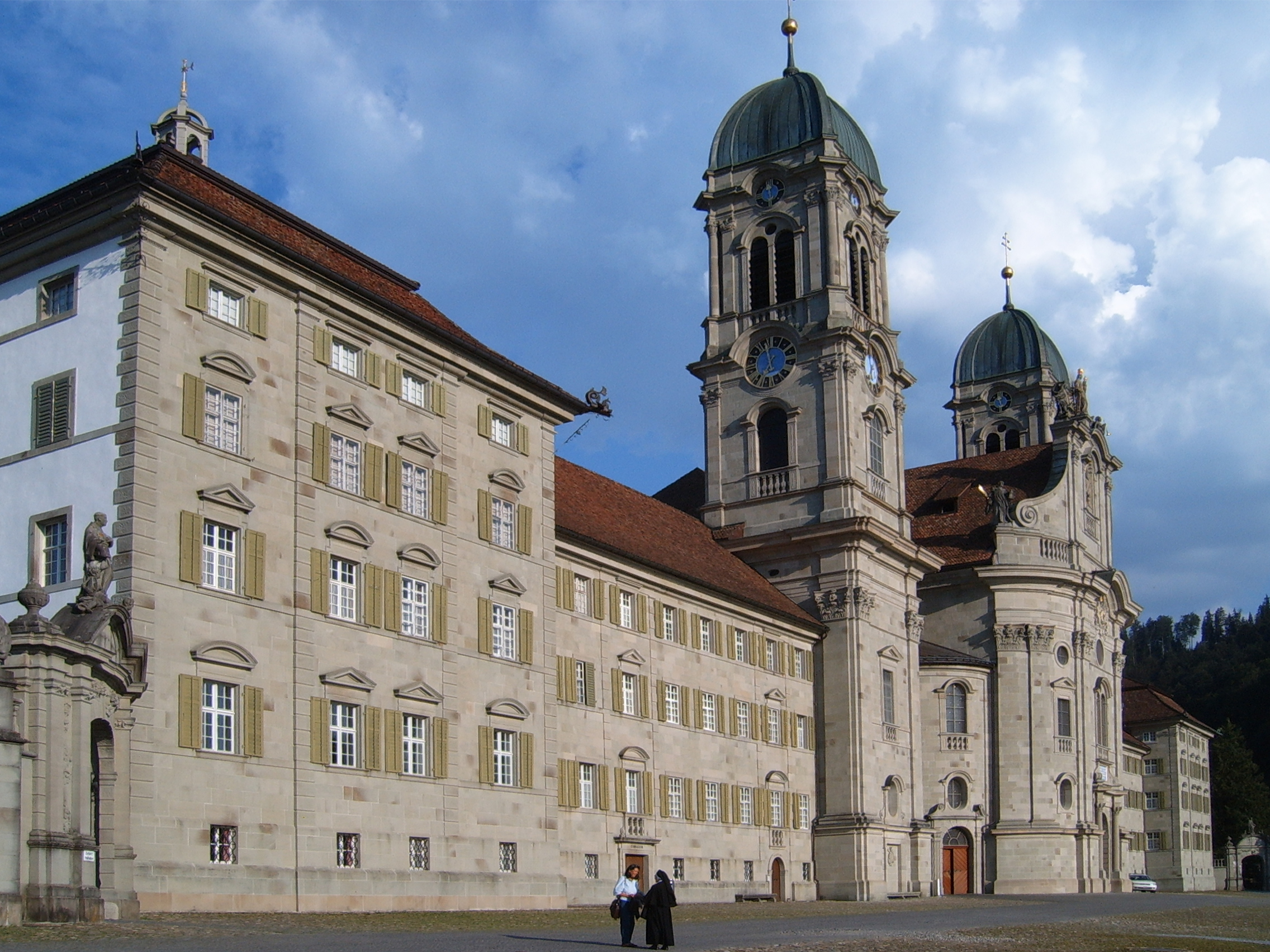
La abadía vista desde la izquierda

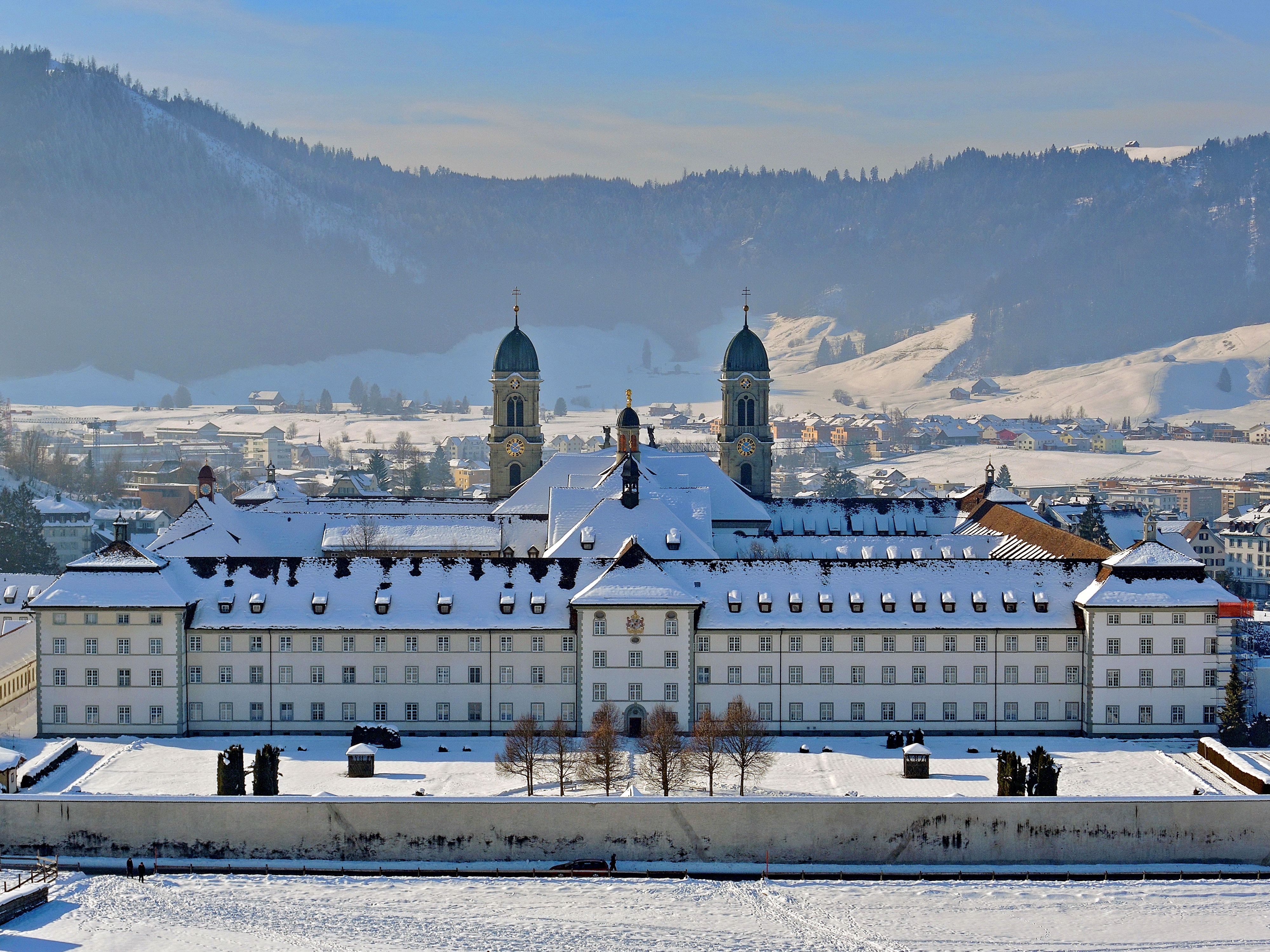
La abadía vista desde el este

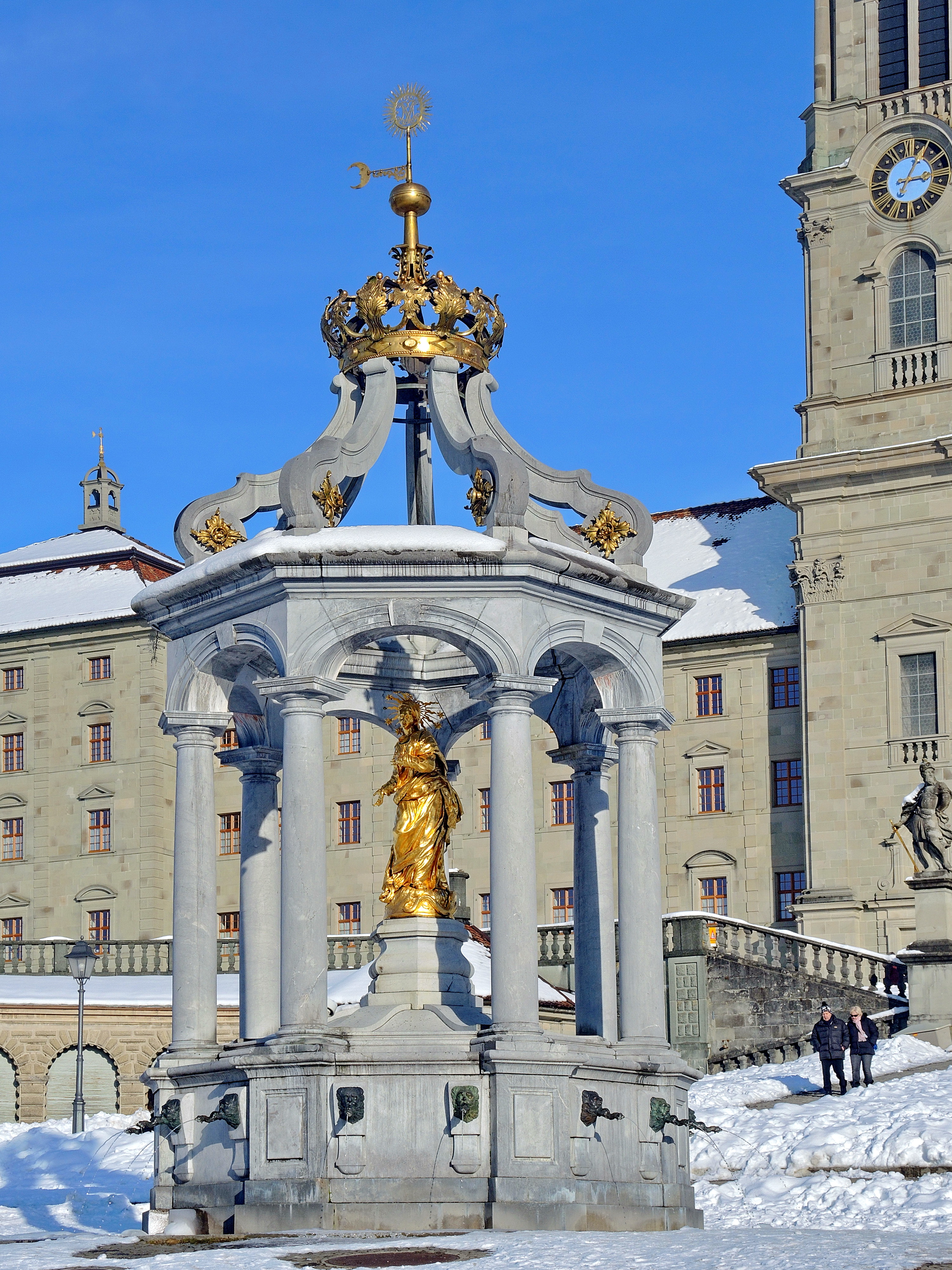
Virgen de la Fuente

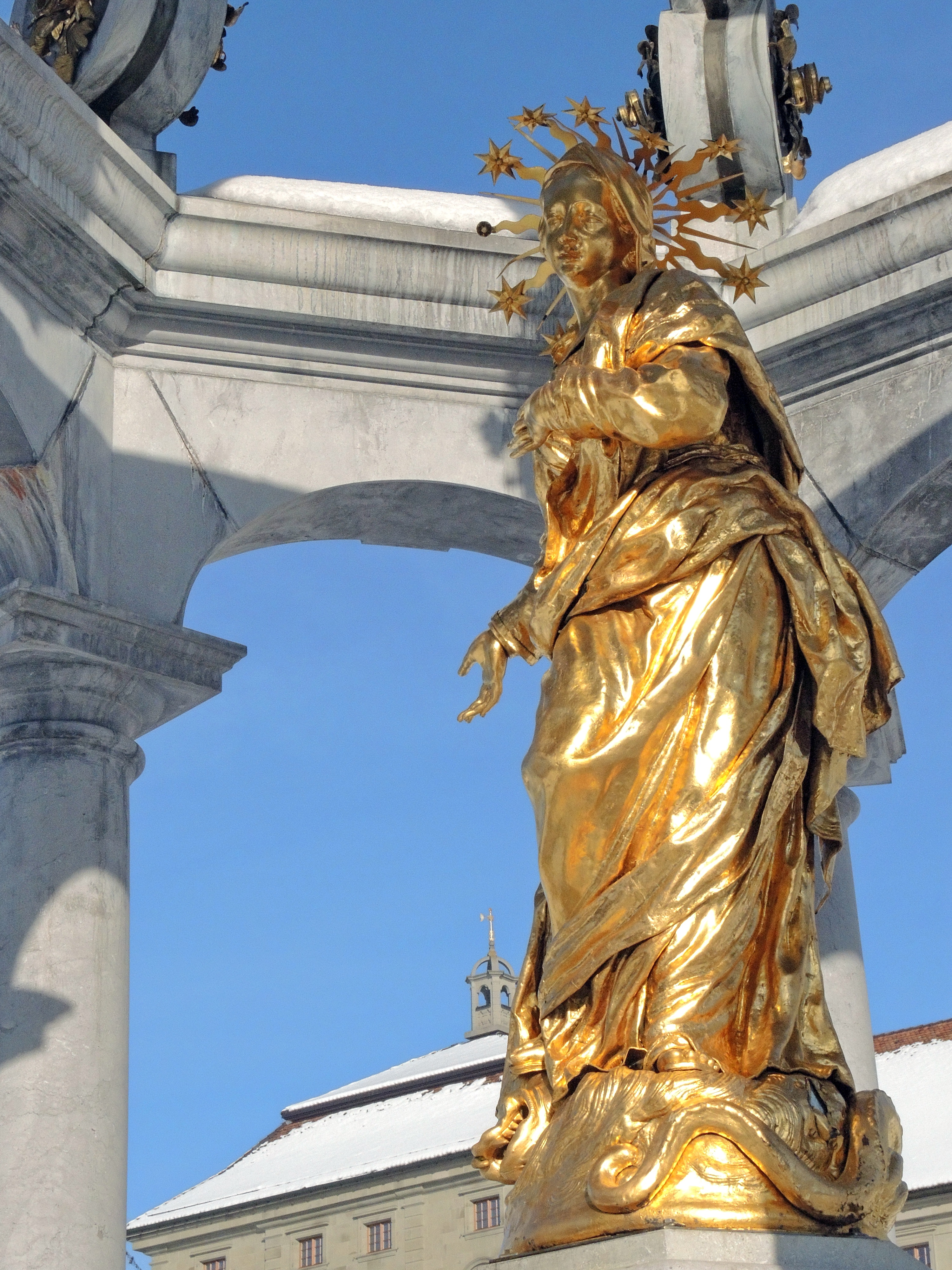
Detalle de la estatua

Meinrad fue educado en la escuela de la abadía de Reichenau, en el lago de Constanza, a cargo de sus parientes, los abades Hatto y Erlebald, donde se hizo monje y fue ordenado sacerdote. Después de algunos años en Reichenau y en un priorato dependiente en el lago de Zúrich, abrazó la vida eremítica y estableció su ermita en la ladera de la montaña Etzel. Murió el 21 de enero de 861, a manos de dos ladrones que pensaban que el ermitaño tenía algunos tesoros preciosos. Durante los siguientes 80 años el lugar nunca tuvo más de un ermitaño emulando el ejemplo de Meinrad. Uno de ellos, llamado Eberhard, previamente preboste de Estrasburgo, erigió en 934 un monasterio y una iglesia allí, de la que fue primer abad. En 947 Otón I confirmó la creación del monasterio y acordó la donación de tierras habituales, así como la libre elección de su abad y el privilegio de la inmunidad.
La iglesia fue consagrada milagrosamente en 948, según cuenta la leyenda, por el mismo Cristo asistido por los cuatro evangelistas, san Pedro y san Gregorio el Grande. Este evento fue investigado y confirmado por el papa León VIII y posteriormente ratificado por muchos de sus sucesores, siendo la última ratificación del papa Pío VI en 1793, que confirmó los actos de todos sus predecesores.
En 965 Gregorio, el tercer abad de Einsiedeln, fue hecho príncipe del Sacro Imperio Romano Germánico por el emperador Otón I, y sus sucesores continuaron disfrutando de la misma dignidad hasta el cese del Imperio a comienzos del siglo XIX. En 1274 Rodolfo I de Alemania concedió a la abadía, con sus dependencias, el estatus de principado independiente sobre el que el abad ejercía jurisdicción temporal y espiritual. Continuó independiente hasta 1798, año de la invasión francesa. 
Por el aprendizaje y la piedad de sus monjes, Einsiedeln ha sido famosa durante mil años, y muchos santos y eruditos han vivido entre sus muros. El estudio de letras, impresión y música han florecido allí, y la abadía ha contribuido en gran medida a la gloria de la orden benedictina. La disciplina se redujo ligeramente en el siglo XV y la regla fue relajada, pero Ludovico II, un monje de San Gall, que fue abad de Einsiedeln 1526-1544, logró restaurar la observancia estricta.
En el siglo XVI los disturbios religiosos causados por la propagación de la reforma protestante en Suiza fueron una fuente de problemas durante algún tiempo. El propio Zuinglio estuvo en Einsiedeln durante un tiempo, y aprovechó la oportunidad para protestar contra las famosas peregrinaciones, pero la tormenta pasó sobre la abadía y fue dejada en paz. El abad Agustín I (1600-1629) fue el líder del movimiento que dio lugar a la creación de la Congregación suiza de la orden de San Benito en 1602, y también hizo mucho por el establecimiento de la observancia no relajada en la abadía y por la promoción de un alto nivel de becas y aprendizaje entre sus monjes.
Las peregrinaciones, que nunca cesaron desde los tiempos de san Meinrad, tendieron a hacer de Einsiedeln rival incluso de Roma, la Santa Casa de Loreto y Santiago de Compostela, sirviendo como un importante punto de parada en la ruta del Camino de Santiago que pasa por allí. Las peregrinaciones constituyeron una de las características sobre las que se celebra principalmente la abadía. El número de peregrinos, en torno a un millón, procede de todas partes de la Europa católica. La imagen de la Virgen del siglo XV, entronizada en la pequeña capilla erigida por Eberhard, era el objeto de su devoción. Esta capilla se encuentra dentro de la gran iglesia abacial, casi de la misma manera que la Santa Casa de Loreto, encerrada en mármoles y elaborada decoración.
El 14 de septiembre y el 13 de octubre son los principales días de peregrinación: el primero es el aniversario de la consagración milagrosa de la basílica de Eberhard y el segundo el del traslado de las reliquias de san Meinrad desde la isla de Reichenau a Einsiedeln en 1039. El milenio de san Meinrad se celebró allí con gran esplendor en 1861, así como la del monasterio benedictino en el año 1934. La gran iglesia ha sido reconstruida varias veces, la última vez por el abad Mauro entre los años 1704 y 1719. La última gran renovación terminó después de más de veinte años en 1997. La biblioteca tiene cerca de 250 000 volúmenes y muchos manuscritos de incalculable valor. El trabajo de los monjes se divide principalmente entre la oración, el trabajo y el estudio. En tiempos de las peregrinaciones se ocupaban de las numerosas confesiones.
El 3 de mayo de 1798 el ejército francés entró en Einsiedeln y saqueó el monasterio durante varios días, provocando la huida de los monjes junto al príncipe abad Beat Küttel. En 1801 los monjes comenzaron a regresar al monasterio y el 11 de enero de 1802 lo hizo el abad Beat Küttel, ya despojado de su principado imperial.
El 7 de mayo de 1907 el papa Pío X declaró en un motu proprio que la Abadía de Einsiedeln era una Abbatia nullius, restableciéndola, lo que fue confirmado por bula del 13 de diciembre de 1948 por el papa Pío XII.
En junio de 1984 el papa Juan Pablo II visitó la abadía.

### Expansión en América de la abadía
En 1854, cuando el monasterio se enfrentó de nuevo a una supresión, se envió desde Einsiedeln una colonia a los Estados Unidos para atender a la población de habla alemana local y para desarrollar un lugar de refugio, por si fuera necesario. Desde la archiabadía de San Meinrad, comenzaron a ser fundadas casas hijas, siendo la primera la de St. Meinrad (Indiana), y en 1881 éstas formaron la congregación suizo-americana, que en 2013 contaba con 14 monasterios desde Canadá, en el norte, hasta Guatemala, en el sur; diez de ellas fueron fundadas directamente desde Einsiedeln. En el otoño de 1887, Einsiedeln envió ocho novicios y un monje profesante a Subiaco (Arkansas). El padre Gall D'Aujourd'hui, O.S.B., se considera que es el cofundador de la abadía de Subiaco y la Academia.
En 1948 un grupo de doce monjes fue enviado a fundar un nuevo monasterio en Los Toldos, a unos 500 km al oeste de Buenos Aires en Argentina.

## Edificio

### La actual iglesia abacial

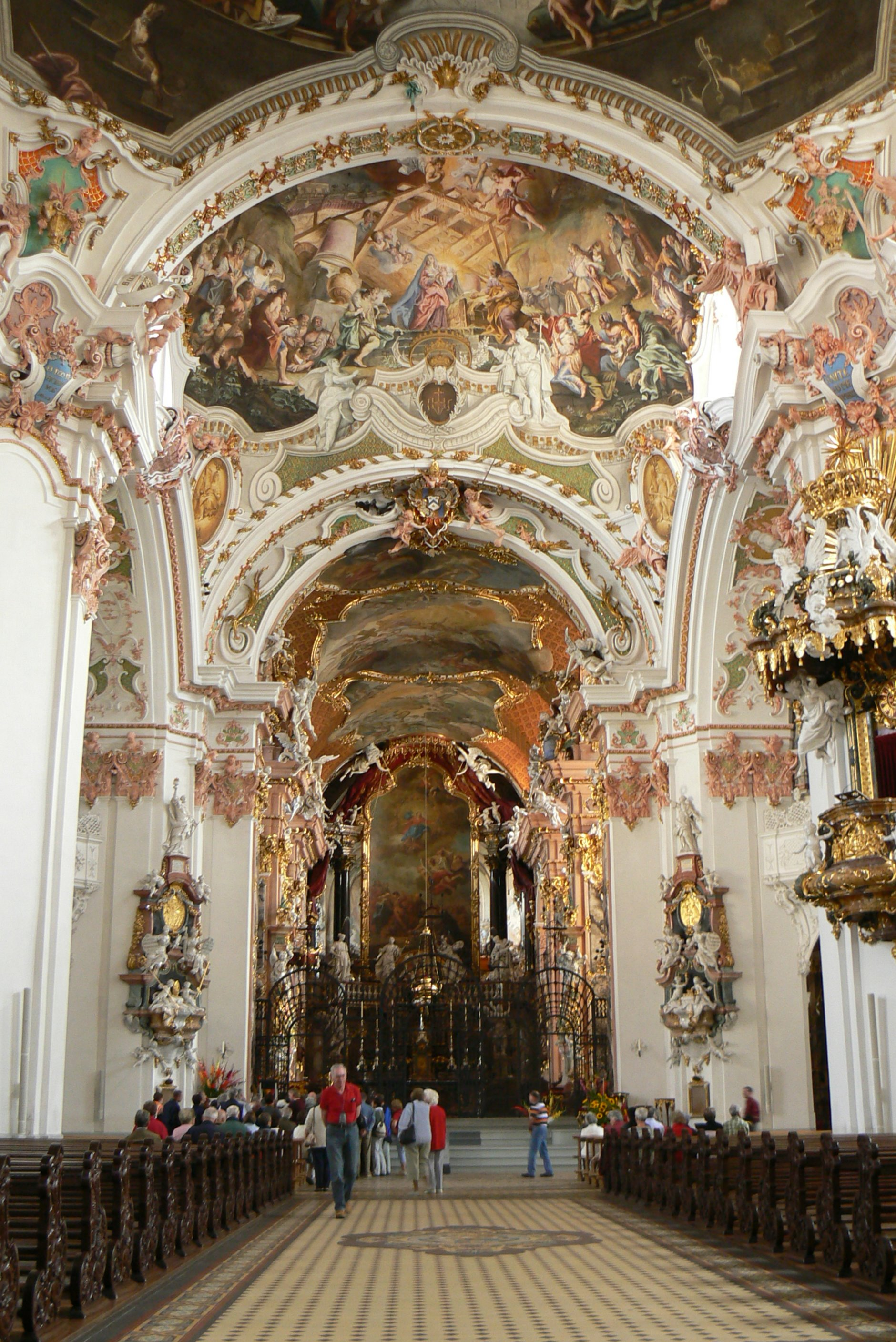
Vista de la nave

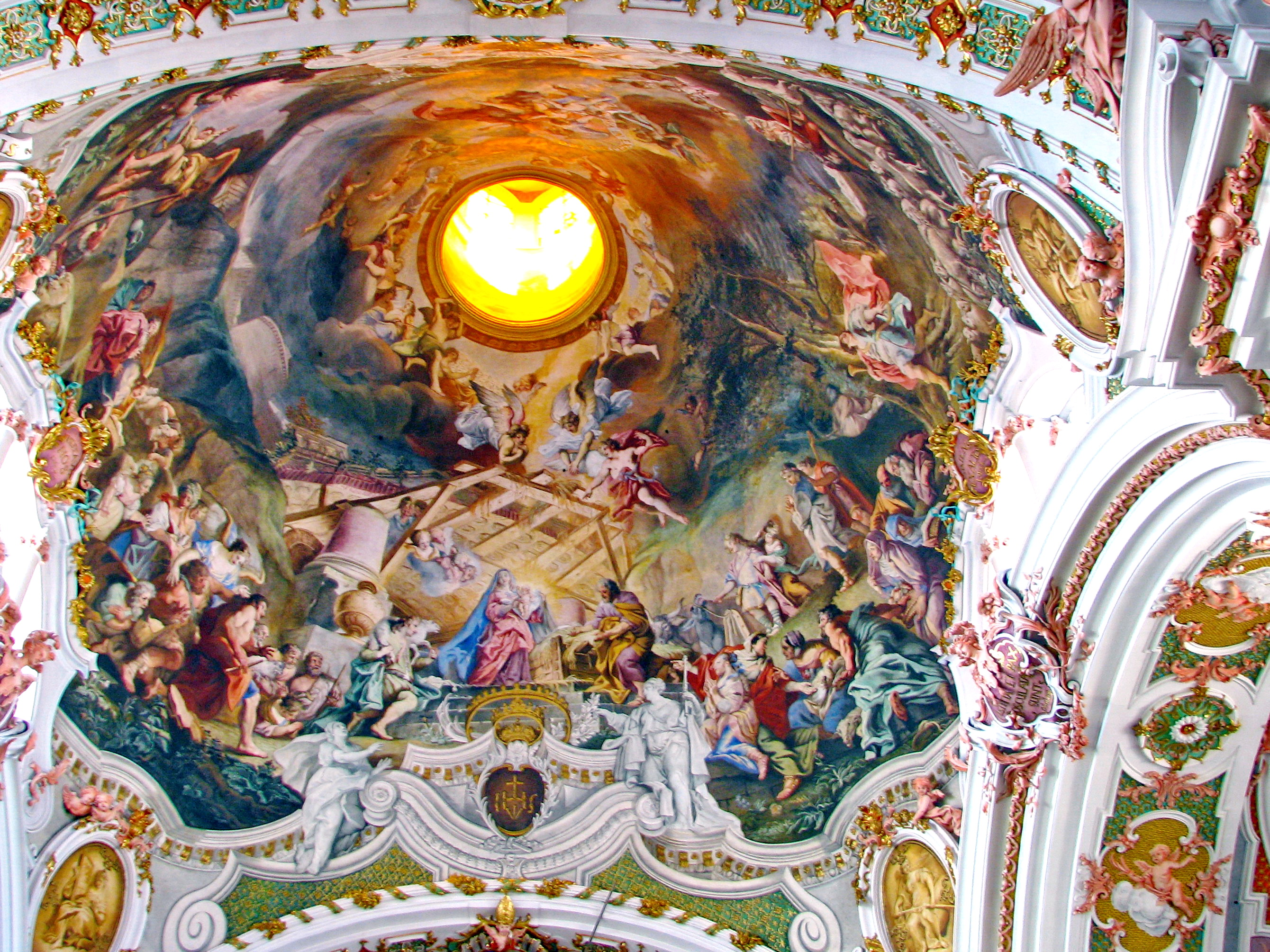
Detalle de las pinturas de la cúpula

La iglesia abacial, en su forma actual, se inició en 1719 por la voluntad del abad en el momento, Thomas Schenklin, y fue construida según diseño de Caspar Moosbrugger (1656-1723), arquitecto y hermano benedictino. Fue consagrada el 3 de mayo de 1735 por el abad Nikolaus Imfeld.
Se trata de un edificio de estilo barroco, con una fachada articulada por dos torres y frente a la cual hay un edículo que cobija una estatua de la Virgen. El interior es de una sola nave, en cuyo inicio, desde el portal de entrada, está señalado por un espacio octogonal, coronado por una cúpula, en cuyo centro se encuentra la capilla de la Virgen Negra, revestido en mármol blanco y negro de Salzburgo.
Sigue la parte central de la nave, marcada por enormes columnas. A poco más de la mitad de la nave, sobre un pilar colocado a la derecha, se muestra un púlpito con un dosel del arquitecto y escultor alemán Egidio Quirino Asam. La intersección con el crucero está coronada por una cúpula de 37 metros de altura, ricamente decorada con frescos en el interior. Sigue el altar mayor (obra del escultor milanés Domenico Pozzi, según diseños de Giovanni Antonio Torricelli) y el coro, separado de la nave por una cancela de hierro forjado.

#### Estucos y frescos
La iglesia está decorada con estucos y ornamentos de estilo rococó —en los que prevalecen los colores rosa, oro y verde— e imponentes frescos.
Los estucos son en gran parte debidos a Egidio Quirino Asam, cuya obra maestra en esta iglesia es el púlpito, en el que están representados San Juan Bautista, el Niño Jesús en el templo y Moisés con la serpiente de bronce. En la parte superior, bajo el baldquino del púlpito, hay un reloj dorado, coronado por dos cuervos, emblema de san Meinrad. Todo el púlpito está coronado por una gran corona áurea, símbolo de la realeza de Cristo.
El techo de la nave central está decorado con frescos del hermano de Quirino, Cosmas Damian Asam (1686-1739). Es un gran ciclo de pinturas que representan el nacimiento de Cristo, con la Virgen, san José, pastores y ángeles. En los espacios laterales se representan los santos relacionados con Einsiedeln. En la cúpula por encima del púlpito se pintó la Última Cena.
El techo de la cúpula que cubre un área octogonal, en cuyo centro se encuentra la capilla de la Virgen Negra, Cosmas Damian Asam representó la Venida de Cristo a Einsiedeln para consagrar la iglesia abacial. La escena representa a Cristo descendiendo del cielo acompañado de ángeles y santos que le ofrecen el hábito pontifical. Nuestra Señora está rodeada por los evangelistas y todo alrededor con un continuo de otros santos, de san Pedro a san Lorenzo, de san Agustín a san Miguel Arcángel.
En los altares laterales hay dos retablos, Muerte de San Benito de Nursia y Aparición de la Virgen a San Meinrad, que son obra de Carlo Carlone.

#### La capilla de la Virgen

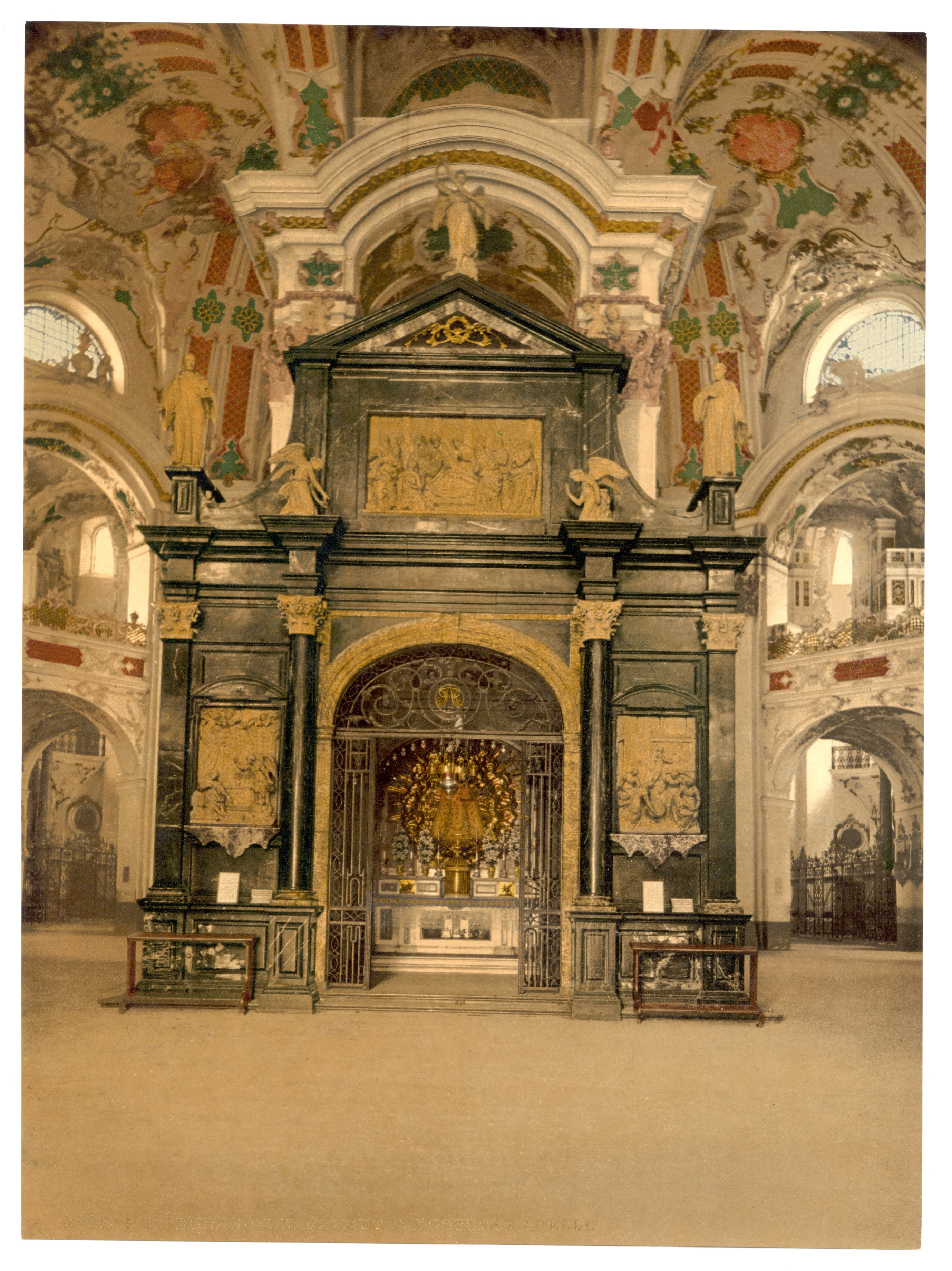
El santuario de la Virgen Negra en el interior de la abadía

La capilla de la Virgen Negra está en el centro del espacio octogonal, colocado al fondo de la nave, en frente de la entrada principal de la iglesia. En ella hay una estatua de la Virgen, donada en 1547 por el abad del monasterio de Maulbronn. Se encuentra en el punto en que san Meinrad había erigido una pequeña capilla, alrededor de la cual se construyó más tarde la Abadía. La Virgen está representada de pie, con el Niño Jesús en sus brazos jugando con un pequeño pájaro. Ella está vestida con una manto bordado, que se cambia en las diferentes celebraciones litúrgicas y por lo tanto tiene diferentes colores. En la cabeza de la Virgen y del Niño hay dos coronas regias. La capilla es un destino popular de las peregrinaciones.

## Estadísticas
De acuerdo al Anuario Pontificio 2020 la abadía territorial tenía a fines de 2019 un total de 47 religiosos.
| Año                                                                             | Población            | Población | Población      | Sacerdotes | Sacerdotes    | Sacerdotes    | Bautizados por sacerdote | Diáconos permanentes | Religiosos | Religiosos | Parroquias |
| Año                                                                             | Bautizados católicos | Total     | % de católicos | Total      | Clero secular | Clero regular | Bautizados por sacerdote | Diáconos permanentes | Varones    | Mujeres    | Parroquias |
| ------------------------------------------------------------------------------- | -------------------- | --------- | -------------- | ---------- | ------------- | ------------- | ------------------------ | -------------------- | ---------- | ---------- | ---------- |
| 1950                                                                            | 550                  |           |                | 126        |               | 126           | 4                        |                      | 195        |            |            |
| 1970                                                                            | 550                  | 550       | 100.0          | 70         |               | 70            | 7                        |                      | 130        |            | 1          |
| 1980                                                                            | 336                  | 340       | 98.8           | 63         |               | 63            | 5                        |                      | 102        | 4          | 1          |
| 1990                                                                            | 219                  | 225       | 97.3           | 51         |               | 51            | 4                        |                      | 98         | 1          | 1          |
| 1999                                                                            | 96                   | 96        | 100.0          | 48         |               | 48            | 2                        | 1                    | 87         |            | 1          |
| 2000                                                                            | 85                   | 85        | 100.0          | 45         |               | 45            | 1                        | 1                    | 83         |            | 1          |
| 2001                                                                            | 85                   | 85        | 100.0          | 45         |               | 45            | 1                        | 1                    | 79         |            | 1          |
| 2002                                                                            | 90                   | 90        | 100.0          | 61         |               | 61            | 1                        | 1                    | 86         | 86         |            |
| 2003                                                                            | 88                   | 88        | 100.0          | 61         |               | 61            | 1                        | 1                    | 85         | 84         | 1          |
| 2004                                                                            | 85                   | 85        | 100.0          | 60         |               | 60            | 1                        | 1                    | 85         | 85         | 1          |
| 2007                                                                            | 88                   | 90        | 97.7           | 57         |               | 57            | 1                        | 1                    | 77         | 82         | 1          |
| 2013                                                                            | 70                   | 70        | 100.0          | 44         |               | 44            | 1                        |                      | 63         | 82         | 1          |
| 2016                                                                            | 70                   | 70        | 100.0          | 44         |               | 44            | 1                        |                      | 54         | 82         | 1          |
| 2019                                                                            | 47                   | 47        | 100.0          | 39         |               | 39            | 1                        |                      | 47         | 82         |            |
| Fuente: Catholic-Hierarchy, que a su vez toma los datos del Anuario Pontificio. |                      |           |                |            |               |               |                          |                      |            |            |            |

## Abades
- Sant’Everardo, O.S.B. † (934-958)
- Beato Thietland, O.S.B. † (958-964)
- Beato Gregor, O.S.B. † (964-996)
- Wirunt, O.S.B. † (996-1026)
- Embrich, O.S.B. † (1026-1051)
- Hermann I, O.S.B. † (1051-1065)
- Heinrich I, O.S.B. † (1065-1070)
- Beato von Wolhusen, O.S.B. † (1070-1090)
- Rudolf I, O.S.B. † (1090-1101)
- Gero, O.S.B. † (1101-1122)
- Wernher I, O.S.B. † (1122-1142)
- Rudolf II, O.S.B. † (1142-1171)
- Wernher II von Toggenburg, O.S.B. † (1173-1192)
- Ulrich I von Rapperswil, O.S.B. † (1192-1206)
- Bertold von Waldsee, O.S.B. † (1206-1213)
- Konrad I von Thun, O.S.B. † (1213-1233)
- Anselm von Schwanden, O.S.B. † (1233-1266)
- Ulrich II von Winneden, O.S.B. † (1267-1277)
- Peter I von Schwanden, O.S.B. † (1277-1280)
- Heinrich II von Güttingen, O.S.B. † (1280-1299)
- Johannes I von Schwanden, O.S.B. † (1299-1327)
- Johannes II von Hasenburg, O.S.B. † (1327-1334)
- Konrad II von Gösgen, O.S.B. † (1334-1348)
- Heinrich III von Brandis, O.S.B. † (1348-1357)
- Nikolaus von Gutenberg, O.S.B. † (1357-1364)
- Markwart von Grünenberg, O.S.B. † (1364-1376)
- Peter II von Wolhusen, O.S.B. † (1376-1386)
- Ludwig I von Thierstein, O.S.B. † (1387-1402)
- Hugo von Rosenegg, O.S.B. † (1402-1418)
- Burkard von Krenkingen-Weissenburg, O.S.B. † (1418-1438)
- Rudolf III von Hohensax, O.S.B. † (1438-1447)
- Franz von Hohenrechberg, O.S.B. † (1447-1452)
- Gerold von Hohensax, O.S.B. † (1452-1469)
- Konrad III von Hohenrechberg, O.S.B. † (1480-1526)
- Ludwig II Blarer, O.S.B. † (1526-1544)
- Joachim Eichhorn, O.S.B. † (1544-1569)
- Adam Heer, O.S.B. † (1569-1585)
- Ulrich III Wittwiler, O.S.B. † (1585-1600)
- Augustin I Hofmann, O.S.B. † (1600-1629)
- Plazidus Reimann, O.S.B. † (1629-1670)
- Augustin II Reding, O.S.B. † (1670-1692)
- Raphael Gottrau, O.S.B. † (1692-1698)
- Maurus von Roll, O.S.B. † (1698-1714)
- Thomas I Schenklin, O.S.B. † (1714-1734)
- Nikolaus II Imfeld, O.S.B. † (1734-1773)
- Marian Müller, O.S.B. † (1773-1780)
- Beat Küttel, O.S.B. † (1780-1808)
- Konrad IV Tanner, O.S.B. † (1808-1825)
- Cölestin Müller, O.S.B. † (1825-1846)
- Heinrich IV Schmid, O.S.B. † (1846-1874)
- Basilius Oberholzer, O.S.B. † (15 de marzo de 1875-1895)
- Columban Brügger, O.S.B. † (28 de febrero de 1896-1905)
- Thomas d'Aquino Bossart, O.S.B. (30 de mayo de 1905-7 de mayo de 1907 nombrado abad territorial)

### Abades territoriales
- Thomas d'Aquino Bossart, O.S.B. ( mayo de 1907-1923)
- Ignaz Giuseppe Tommaso Staub, O.S.B. (19 de diciembre de 1923-1947)
- Benno Walter Gut, O.S.B. † (15 de abril de 1947-24 de noviembre de 1959 nombrado abad general de la Orden de San Benito)
- Rainmund (Franz Julius) Tschudy, O.S.B. † (29 de octubre de 1959-5 de septiembre de 1969 renunció)
- Georg (Karl Maria) Holzherr, O.S.B. † (10 de octubre de 1969-9 de noviembre de 2001 retirado)
- Martin (Stefan) Werlen, O.S.B. (10 de noviembre de 2001-4 de octubre de 2013 renunció)
- Urban Federer, O.S.B., desde el 10 de diciembre de 2013